# Контре
Контре (фр. Contré) је насељено место у Француској у региону Поату-Шарант, у департману Приморски Шарант.
По подацима из 2011. године у општини је живело 117 становника, а густина насељености је износила 9,5 становника/km².

## Демографија
| 1962. | 1968. | 1975. | 1982. | 1990. | 2011. |
| ----- | ----- | ----- | ----- | ----- | ----- |
| 225   | 201   | 192   | 171   | 165   | 117   |